# Warnołęka
Warnołęka est une localité polonaise de la gmina mixte de Nowe Warpno située dans le powiat de Police en voïvodie de Poméranie-Occidentale. Elle se situe à environ 29 km au nord-ouest de Police et 40 km au nord-ouest de la capitale régionale Szczecin.

## Géographie

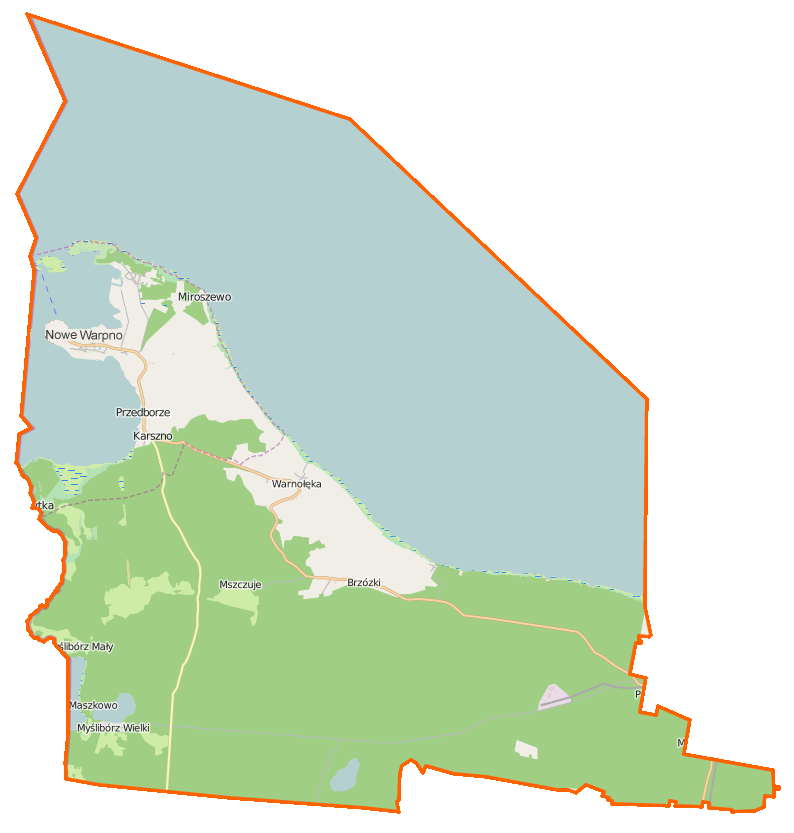
Carte de la gmina de Nowe Warpno.

## Histoire
Jusqu'en 1945, le village de Wahrlang fait partie de l'arrondissement d'Ueckermünde dans le district de Stettin de la province de Poméranie.